# Міхаель Штифель
Міхаель Штифель (також Штіфель; нім. Michael Stifel, близько 1487, Есслінгені-на-Неккарі — 19 квітня 1567, Єна) — німецький математик, один з винахідників логарифмів, активний діяч протестантської реформації.

## Біографія
Штіфель виріс у багатій родині. Він навчався в університеті Мартіна Лютера, де отримав звання магістра. У 1511 році Штіфель постригся в ченці, проживав в августинському Есслінгенському монастирі. Незабаром почалася реформація, і Штіфель став на бік Лютера. Його поема Von der christfermigen rechtgegründeten leer Doctoris Martini Lutheri (1522) викликала скандал, і Штіфель змушений був тікати у Франкфурт-на-Майні. Лютер допоміг йому влаштуватися пастором.
У цей період Штіфель зайнявся нумерологічним дослідженням Біблії, намагаючись знайти в ній прихований числовий зміст. У його книзі «Про кінець світу» він заявив, що ім'я незадовго до того померлого римського Папи Льва X (LEO DECIMVS) збігається з числом звіра, і тому кінець світу настане 19 жовтня 1533 року о 8:00 ранку. Коли його пророцтво не збулося, його заарештували та запроторили на 4 тижні до в'язниці. Надалі він не намагався робити будь-які пророкування.
З 1535 за 1547 Штіфель був протестантським пастором в Хольцдорфі. До цього періоду належать його головні праці в галузі математики. Потім почалася Шмалькальденська війна, і Штіфелю знову довелося тікати (в Кенігсберг). 1559 року він переїхав до Єна, де став першим професором математики в університеті міста.

## Наукова діяльність
Штіфель залишив помітний слід у розвитку алгебри. У його головній праці Arithmetica integra (Нюрнберг, 1544) він дав змістовну теорію від'ємних чисел, піднесення до степеня, різних прогресій та інших послідовностей. Штіфель уперше використав поняття «корінь» та «показник ступеня» (лат. exponens), причому детально аналізував і цілі, і дробові показники. Опублікував правило утворення біноміальних коефіцієнтів та склав їх таблиці до 18-го ступеня. Штіфель переробив (фактично написав заново) книгу алгебраїста (коссіста) Крістофа Рудольфа, і використані там сучасні позначення арифметичних операцій з цього моменту вкоренилися в математиці (1553).
У цій же книзі він вперше висловив ідею, яка пізніше лягла в основу теорії логарифмів, і тому Штіфель вважається одним з винахідників логарифма: зіставити геометричну та арифметичну прогресії, таким чином, щоб трудомістке множення на другій шкалі можна замінити простим додаванням на першій. Штіфель, однак, не опублікував жодних розрахункових таблиць для реалізації своєї ідеї, і слава першовідкривача логарифмів дісталася Джону Неперу.

## Праці
- Ein Rechen Büchlein — Віттенберг, 1532.
- Arithmetica integra — Нюрнберг, 1544.
- Deutsche Aritmetica — Нюрнберг, 1545.
- Rechenbuch von der welschen und deutschen Practick — Нюрнберг, 1546.
- Die Coss Christoffs Rudolffs — Кенігсберг, 1553.[4]